# Tricyphona (Tricyphona) macrophallus
Tricyphona (Tricyphona) macrophallus is een tweevleugelige uit de familie Pediciidae. De soort komt voor in het Nearctisch gebied.